# Vrhloga
Vrhloga este o localitate din comuna Slovenska Bistrica, Slovenia, cu o populație de 211 locuitori.